# Новая партия Вафд
Новая партия Вафд (араб. حزب الوفد الجديد‎ Новая партия делегации) — одна из крупнейших политических партий Египта, придерживается либерально-националистического направления. Воссоздана в 1983 году после роспуска после революции 1952 года исторической партии Вафд.
На выборах 2011 года выступила с центристской программой, предусматривающей либерализацию политического и финансового законодательства, реформу сельского хозяйства, развитие государственного сектора экономики, отстаивание арабского единства во внешней политике.
При этом заместитель руководителя партии Ахмед Эзз Эль-Араб в эксклюзивном интервью The Washington Times заявил, что террористические атаки 11 сентября 2001 года были «совершёны в США», Холокост — «ложь», а дневник Анны Франк — «подделка».